# Bagdad ostroma (1258)
Bagdad ostroma 1258. január 22-től február 10-ig tartott. A város ekkor az Abbászidák kalifátusának volt az egyik meghatározó központja. Az ostromló mongol seregeket Hülegü ilhán vezette, aki Dzsingisz unokája, és Möngke nagykán fivére volt. Az ostrom a város elestével és teljes kifosztásával zárult, továbbá a mongolok kivégeztették a város kalifáját és az összes elérhető rokonát.

## Előzmények
A Mongol Birodalom a 13. század derekára már magába foglalta Eurázsia nagy részét Oroszországtól egészen Kínáig. Mezopotámia és Perzsia ellen először Dzsingisz kán szervezett hadjáratot 1218–1223 között. Később más mongol kánok is indítottak hódító hadjáratokat ezen terület ellen. A Bagdad ellen irányuló hadjárat megszervezésére 1255-ben került sor, ekkor bízta Möngke kán öccsére, Hülegüre azt a hatalmas sereget, ami később az Abbászidák fényes városának a bukását okozta. Hülegü 1256-ban átkelt az Amu-darján, és még ebben az évben elfoglalta a legtöbb iszmáilita erődöt. Az iszmáiliták legyőzése után a kán meghódoltatta az aszaszinokat, és követeket küldött Bagdadba az Abbászidák kalifájához, al-Musztaszimhoz, aki 1242 óta uralkodott. A kalifa ellenállt, és elutasította Hülegü kérését, hogy behódoljon a mongoloknak. A kán ekkor határozott úgy, hogy seregével a város ellen vonul.

## A mongol sereg
A mongolok csakis lóháton harcoltak. A nyílt csatákban kiszámíthatatlan gyorsasággal tudtak helyet változtatni. A látszólagos menekülésből egyetlen kürtszóra támadásba mentek át. Minden harcosnak két íja, 100 nyílvesszője, lándzsája és szablyája volt. A nyílvesszők is különböző típusúak voltak (például: a páncélt átütő, vagy horgas végű, amit csak nehezen lehetett eltávolítani a testből). A mongolok ütőképes nehéz lovassággal is rendelkeztek. Az ő fegyverzetükhöz hozzátartozott a bőrpáncél, a kerek pajzs és a hosszú lándzsa. A várostromokat nem kedvelték, hiszen azokban a harcokban nem tudták kamatoztatni az erős lovasságukat. Ennek ellenére kiválóan értettek a különböző ostromtaktikákhoz. A kővetőgépeikkel rést ütöttek a falakon, az árkászok pedig aláásták a falakat, hogy leomoljanak. A réseken át törtek be a csapataikkal a városba. Előfordult, hogy pestises halottakat lőttek be a falak mögé a katapultokkal, ezzel járványt terjesztve el a védők között. A seregek felépítése tízes hadszervezetű volt: a tümen (10 000 harcos) ezredekre és századokra oszlott. Szinte minden esetben harcra fogták a leigázott népeket is, akik zömében a gyalogságot alkották. Ezek a gyalogos egységek megtartották a korábbi harcmodorukat, felszerelésüket, ezzel erősítve a mongol sereget. Kiemelkedő kémhálózatuk, felderítésük volt. A kémek beszivárogtak az ellenséges városokba, seregekbe, ahol információkat gyűjtöttek és különböző szabotáló akciókat hajtottak végre.

## Abbászidák
Bagdadot évszázadok óta az Abbászidák kalifátusa tartotta a kezében. A Birodalom a 8. század óta állt fönn, a 13. századra azonban már sokat vesztett egykori erejéből. Az Abbászidák azonban még így is reménykedtek abban, hogy Bagdad magas és vastag falaira támaszkodva sikeresen megvédhetik majd a Birodalmukat a mongol támadókkal szemben.

## Az ostrom
1258. január 22-én a mongolok ostromgyűrűt vontak az arab világ „fővárosa”, Bagdad körül. Hülegü kán szokás szerint először felajánlotta, hogy megkíméli a lakosság életét, ha a város és a kalifa hajlandó azonnal megadni magát. A kalifa ezt az ajánlatot visszautasította. Ezután azzal fenyegetőztek, hogy mindenkit megölnek, ha továbbra is ellenállnak. A kalifa azonban ezt az ajánlatot is büszkén visszautasította.
Az ostrom január 29-én kezdődött meg. A kővetőgépek napokon keresztül lőtték a falakat, amíg a föld alatt az árkászok megkezdték aláásni azokat. A bombázás és az aláásás hatására a falak leomlottak, és Hülegü herceg megparancsolta katonáinak, hogy törjenek be a városba. A kalifa megrémülve a túlerőtől, követei útján békét kért a mongoloktól. De most már a mongolok nem akartak egyezkedni, ezért visszautasították a békefeltételeket, mondván nem elégszenek meg félsikerrel.
A város helyzetét tovább nehezítette, hogy a Tigris folyón a mongolok folyami hajóhada záróláncot hozott létre, ezzel akadályozva a városból való kijutást, illetve a városba irányuló utánpótlás bejutását. A halálraítélt védők ellenállása hamarosan megszűnt, a bagdadi sereg kénytelen volt megadni magát. A mongolok a foglyul ejtett katonákon kívül még  több ezer városlakót is kivégeztek. A túlélőket pedig rabszolgának adták el. Csak kevés városlakónak adatott meg az esély arra, hogy a föld alatti fürdőkben és üregekben rejtőzhessen el.

## A kalifa sorsa
Az ostrom vége után nem sokkal előkerült a rejtekhelyéről a fényességes kalifa is. Hülegü állítólag szívélyesen szólt hozzá: „Te vagy a házigazda, mi pedig a vendégeid. Mutasd meg hát mid van számunkra!” A halálra rémült uralkodó állítólag elfelejtette, hol vannak a kincstár kulcsai, így a mongolok kénytelenek voltak feltörni a raktárakat, ahonnan elhurcoltak kétezer köntöst, tízezer dénárt, temérdek igazgyöngyöt és drágakövet.
A kalifa beismerte, hogy egy vízalatti tározóban további 50 kg arany van elrejtve. Hülegü a kalifa háremére is szemet vetett. A kalifa könyörgött neki, hogy a feleségeit ne vegye el tőle. Hülegü végül megengedte, hogy kiválasszon száz asszonyt magának, a többi hatszáztól azonban el kellett búcsúzni. A kalifa azonban ennek sem örülhetett sokáig, ugyanis néhány napon belül a mongolok kivégezték őt és az összes rokonát, akit a városban találtak.
Így bukott el az Abbászidák ősi dinasztiája, Bagdad pedig a Mongol Birodalom új ékköve lett.

## Fordítás
- Ez a szócikk részben vagy egészben  a   Siege of Baghdad (1258) című angol Wikipédia-szócikk fordításán alapul.  Az eredeti cikk szerkesztőit annak laptörténete sorolja fel. Ez a jelzés csupán a megfogalmazás eredetét és a szerzői jogokat jelzi, nem szolgál a cikkben szereplő információk forrásmegjelöléseként.
- Ez a szócikk részben vagy egészben  az   Abbasid Caliphate című angol Wikipédia-szócikk fordításán alapul.  Az eredeti cikk szerkesztőit annak laptörténete sorolja fel. Ez a jelzés csupán a megfogalmazás eredetét és a szerzői jogokat jelzi, nem szolgál a cikkben szereplő információk forrásmegjelöléseként.